# Паралельність
В геометрії, паралельними прямими є прямі на площині, які ніколи не зустрічаються; тобто це дві прямі на площині, які не перетинаються, а також не торкаються одна одної в жодній точці. Розширюючи це поняття у тривимірному Евклідовому просторі, пряма і площина, або дві площини, що не мають спільних точок, також називаються паралельними. Однак, в тривимірному просторі дві прямі, які не перетинаються, щоб їх вважали паралельними, повинні лежати в одній площині; в іншому випадку їх називають мимобіжними прямими. Паралельними є площини, які не мають жодної спільної точки у тривимірному просторі.
Паралельні прямі є предметом із аксіоми паралельності Евкліда. Паралелізм є основною властивістю афінної геометрії і евклідової геометрії, і є особливим поняттям саме цього типу геометрії.
В деяких інших геометріях, наприклад в гіперболічній геометрії, прямі, що мають аналогічні властивості, також називають паралельними.

## Символ
В математиці паралельність позначають наступним символом: {\displaystyle \parallel }. Наприклад, {\displaystyle AB\parallel CD} позначає, що пряма (відрізок) AB паралельна прямій (відрізку) CD.

## В евклідовій геометрії
Паралельними (рівнобіжними) прямими називають прямі, котрі лежать в одній площині і збігаються, або не перетинаються. В деяких шкільних означеннях, щоправда, паралельні прямі не можуть збігатись, але тут цей факт не береться до уваги.

### Властивості
1. Паралельність — бінарне відношення еквівалентності, тому розбиває всю множину прямих на класи паралельних між собою.
2. Через довільну точку можна провести лише одну пряму, паралельну даній. Це властивість евклідової геометрії, в інших геометріях число 1 замінено іншими (у гіперболічній геометрії таких прямих мінімум дві).
3. Дві паралельні прямі в просторі лежать в одній площині.
4. При перетині двох паралельних прямих третьою, т. зв. січною:
  1. Січна обов'язково перетинає обидві прямі.
  2. При перетині утворюється 8 кутів, при чому деякі характерні їх пари мають особливі назви та властивості:
    1. Різносторонні кути рівні.
    2. Відповідні кути рівні.
    3. Односторонні кути в сумі становлять 180°.
    4. І, очевидно, суміжні кути в сумі становлять 180°, а вони — рівні;

## У гіперболічній геометрії
У гіперболічній геометрії в площині через точку {\displaystyle C} що лежить поза даною прямою {\displaystyle AB} проходить нескінчена кількість прямих, що не перетинають {\displaystyle AB}. З них паралельні до {\displaystyle AB} називаються тільки дві.
Пряма {\displaystyle CE} називається рівнобіжною (паралельною) до прямої {\displaystyle AB} в напрямку від {\displaystyle A} до {\displaystyle B}, якщо:
1. точки {\displaystyle B} і {\displaystyle E} лежать по одну сторону від прямої {\displaystyle AC};
2. пряма {\displaystyle CE} не перетинає пряму {\displaystyle AB}, але будь-який промінь, що проходить всередині кута {\displaystyle ACE}, перетинає промінь {\displaystyle AB}.

Аналогічно означається пряма, рівнобіжна до {\displaystyle AB} в напрямку від {\displaystyle B} до {\displaystyle A}.
Всі інші прямі, що не перетинають дану, називаються ультрапаралельними.

## Відстань між двома паралельними прямими
Оскільки паралельні прямі в евклідовій площині рівновіддалені, існує єдина відстань між двома паралельними прямими. Задані рівняння двох невертикальних та негоризонтальних паралельних прямих,
{\displaystyle y=mx+b_{1}\,}
{\displaystyle y=mx+b_{2}\,,},
відстань між двома прямими можна знайти шляхом пошуку двох точок (по одній на кожній прямій), які лежать на загальному перпендикулярі до паралельних прямих, та обчислити відстань між ними. Так як прямі мають нихил {\displaystyle m}, то загальний перпендикуляр матиме нахил {\displaystyle {\frac {-1}{m}}}, і ми можемо взяти пряму з рівнянням {\displaystyle y={\frac {-x}{m}}}, як загальний перпендикуляр. Вирішимо системи лінійних рівнянь
{\displaystyle {\begin{cases}y=mx+b_{1}\\y={\frac {-x}{m}}\end{cases}}}
та
{\displaystyle {\begin{cases}y=mx+b_{2}\\y={\frac {-x}{m}}\end{cases}}}
щоб отримати координати точок. Розв'язання лінійних систем:
{\displaystyle \left(x_{1},y_{1}\right)\ =\left({\frac {-b_{1}m}{m^{2}+1}},{\frac {b_{1}}{m^{2}+1}}\right)\,}
та
{\displaystyle \left(x_{2},y_{2}\right)\ =\left({\frac {-b_{2}m}{m^{2}+1}},{\frac {b_{2}}{m^{2}+1}}\right).}
Ці формули коректні, навіть якщо паралельні прямі розташовані горизонтально (тобто {\displaystyle m=0}). Відстань між точками
{\displaystyle d={\sqrt {\left({\frac {b_{1}m-b_{2}m}{m^{2}+1}}\right)^{2}+\left({\frac {b_{2}-b_{1}}{m^{2}+1}}\right)^{2}}}\,,}
яка зводиться до
{\displaystyle d={\frac {|b_{2}-b_{1}|}{\sqrt {m^{2}+1}}}\,.}
Якщо прямі наведені в загальному вигляді, рівняння прямих (горизонтальні та вертикальні прямі включені):
{\displaystyle ax+by+c_{1}=0\,}
{\displaystyle ax+by+c_{2}=0,\,}
їх відстань може бути виражена як:
{\displaystyle d={\frac {|c_{2}-c_{1}|}{\sqrt {a^{2}+b^{2}}}}.}